# Jim Simpson
Jim Simpson (Londra, 30 maggio 1954) è un batterista britannico celebre prevalentemente per la sua attività di turnista, e come membro delle band UFO e Magnum.

## Biografia
Inizia l'attività di musicista negli anni settanta, collaborando con svariate band in qualità di sessionman. Ottiene la popolarità nel 1984, quando entra a far parte della storica rock band UFO, con la quale incide gli album Misdemeanor  e Ain't Misbehavin', e, nel frattempo, incide con i Magnum On a Storyteller's Night.
Nel 1988, in seguito allo scioglimento degli UFO, intensifica la sua attività come turnista, collaborando con artisti quali Mean Street Dealers, The Blonsboury Set, Wicked Gravity, Trevor Burton, Eddie Taylor, Budgie, Peter Yarrow.
Fu anche collaboratore di lungo periodo della band The Damned.

## Discografia

### Ufficiale

#### Solista
- 2003 - Don't Worry About the Bears

#### Con gli UFO
- 1985 - Misdemeanor
- 1988 - Ain't Misbehavin'

#### Con i Magnum
- 1983 - The Eleventh Hour
- 1985 - On a Storyteller's Night

### Collaborazioni (parziale)
- 1996 - An Ecstasy of Fumbling: The Definitive Anthology - Budgie
- 1979 - Bent Niedels - Mean Street Dealer
- 1985 - Live at the Adam and Eve - Trevor Burton Band
- 1987 - This Time They Told the Truth - ZZ Hill
- 2006 - The Rise And Fall Of Bernie Gripplestone And The Rats From Hull- The Rats
- 1999 - Smack Dub in the Middle - The Biscuit Boys